# Democracia Herrenvolk
A democracia Herrenvolk é um sistema de governo em que apenas um grupo étnico específico participa no governo, enquanto outros grupos são privados de direitos políticos. A etnocracia, em que um grupo domina o estado, é um conceito relacionado. O termo alemão Herrenvolk, que significa "raça superior", foi usado no discurso do século XIX que justificava o colonialismo com a suposta superioridade racial dos europeus.

## Caracteristicas
Esta forma elitista de governo é geralmente usada pelo grupo majoritário para manter o controle e o poder dentro do sistema. Geralmente coincide com a falsa pretensão de igualitarismo. Prevalece a opinião de que à medida que as pessoas da maioria ganham liberdade e os princípios igualitários são promovidos, a minoria é reprimida e impedida de participar no governo. Este princípio pode ser visto no desenvolvimento tanto dos Estados Unidos (especialmente dos estados do sul) como da África do Sul nos séculos XIX e XX. Nestes cenários históricos, mesmo quando a legislação avançou para o sufrágio universal masculino e mais tarde para o sufrágio universal para os brancos, também reforçou ainda mais as restrições à participação política dos negros e manteve a sua privação de direitos. A Rodésia do Sul e mais tarde a República da Rodésia restringiram os direitos de voto conforme necessário, como rendimento e alfabetização, restringindo assim efectivamente o direito de voto aos brancos. população.
O termo foi usado pela primeira vez em 1967 por Pierre van den Berghe em seu livro Race and Racism. Em seu livro de 1991, The Wages of Whiteness, o historiador David R. Roediger reinterpreta esta forma de governo no contexto dos Estados Unidos do século XIX, argumentando que o termo "republicanismo Herrenvolk" descreve com mais precisão a política racial da época. A base do republicanismo de Herrenvolk foi além da exclusão social dos negros em favor de um governo republicano ao serviço da "raça superior"; ele argumentou que "negritude" era sinônimo de dependência e servilismo e era, portanto, a antítese da independência republicana e da liberdade branca. Conseqüentemente, o trabalhador branco dependente da época usava sua branquitude para se diferenciar e se elevar acima do trabalhador negro dependente ou do escravizado. De acordo com esta ideologia, os negros não eram simplesmente "não-cidadãos"; eles eram "anti-cidadãos" que se opunham inerentemente aos ideais de um governo republicano.